# Димитър Николов (политик, р. 1975)
Вижте пояснителната страница за други значения на Димитър Николов.
Димитър Стойков Николов е български политик, икономист и журналист от ГЕРБ. Народен представител от ГЕРБ в XLV, XLVI, XLVII и XLVIII народно събрание. Бил е общински съветник от ГЕРБ в община Горна Оряховица, като в периода от 2019 до 2021 г. е председател на Общинския съвет. Повече от 25 години работи в сферата на журналистиката, издателската дейност, медиите и масовите комуникации.

## Биография
Димитър Николов е роден на 27 ноември 1975 г. в град Горна Оряховица, Народна република България. Израства в семейство на спортисти, негов баща е треньорът по борба Стойчо Христов.
През 1993 г. става кореспондент на вестник „7 дни спорт“, а на следващата година е назначен за редактор на вестник „Устрем“. Работи в радио Велико Търново, а след това в продължение на 5 години работи в „Дарик радио – Резонанс“. Бил е също редактор на „Дарик радио“ във Велико Търново.